# Náčkovice
Náčkovice (německy Naschowitz) je vesnice, část obce Lovečkovice v okrese Litoměřice v Ústeckém kraji. Nachází se asi tři kilometry severně od Lovečkovic. Náčkovice jsou také název katastrálního území o rozloze 3,08 km².

## Historie
První písemná zmínka o vesnici pochází z roku 1390.

## Obyvatelstvo
Při sčítání lidu v roce 1921 zde žilo 223 obyvatel (z toho 111 mužů), z nichž byl jeden Čechoslovák a 222 Němců. Kromě sedmi evangelíků se hlásili k římskokatolické církvi. Podle sčítání lidu z roku 1930 měla vesnice 214 obyvatel: jednoho Čechoslováka a 213 Němců. Většina byla římskými katolíky, ale ve vsi žilo také pět evangelíků a šest lidí bez vyznání.
|                                                                  | 1869 | 1880 | 1890 | 1900 | 1910 | 1921 | 1930 | 1950 | 1961 | 1970 | 1980 | 1991 | 2001 | 2011 |
| ---------------------------------------------------------------- | ---- | ---- | ---- | ---- | ---- | ---- | ---- | ---- | ---- | ---- | ---- | ---- | ---- | ---- |
| Obyvatelé                                                        | 317  | 281  | 267  | 247  | 248  | 223  | 214  | 118  | 68   | 37   | 26   | 15   | 13   | 25   |
| Domy                                                             | 57   | 57   | 57   | 54   | 54   | 53   | 53   | 48   | .    | 14   | 10   | 15   | 17   | 19   |
| Počet domů z roku 1961 je zahrnut v domech místní části Mukařov. |      |      |      |      |      |      |      |      |      |      |      |      |      |      |

## Pamětihodnosti
- Víťova rozhledna na návrší severně od vesnice
- Kaple